# جورج أ. فاولر
جورج أ. فاولر (بالإنجليزية: George A. Fuller)‏ هو مهندس معماري أمريكي، ولد في 21 أكتوبر 1851 في Templeton, Massachusetts ‏ في الولايات المتحدة، وتوفي في 14 ديسمبر 1900 في شيكاغو في الولايات المتحدة.